# Kortenberg
Kortenberg (fr. Cortenbergh) – miejscowość i gmina (gemeente) w Belgii, w Regionie Flamandzkim, w prowincji Brabancja Flamandzka, w okręgu Leuven. 1 stycznia 2024 roku liczyła 21 165 mieszkańców.

## Podział administracyjny
W skład gminy wchodzą trzy dzielnice (deelgemeente):
- Erps-Kwerps
- Everberg
- Meerbeek

## Demografia
- Źródła: NIS, od 1806 do 1981= według spisu; od 1990 liczba ludności w dniu 1 stycznia

1 stycznia 2024 całkowita populacja Kortenberga liczyła 21 165 osób. Łączna powierzchnia gminy wynosi 34,70 km², co daje gęstość zaludnienia 610 mieszkańców na km².

## Współpraca
Miejscowości partnerskie:
- Blauwgrond, Surinam
- Parcé, Francja